# Vauréal
Vauréal é uma comuna francesa na região administrativa da Ilha de França, no departamento do Vale do Oise. Estende-se por uma área de 3.46 km². Em 2010 a comuna tinha 16 789 habitantes (densidade: 4 852,3 hab./km²).